# Sura al-Wilayah
Sura al-Wilayah (arab. سورة الولاية ), czyli „Sura Przywódca” – sura będąca według niektórych sekt szyickich jedną z sur, które ze względów politycznych nie zostały umieszczone w Koranie.
Składa się ona z siedmiu wersetów. Treść tej sury przedstawia, podobnie jak treść sury Nourain, Alego jako następcę proroka Mahometa.